# Innebandy

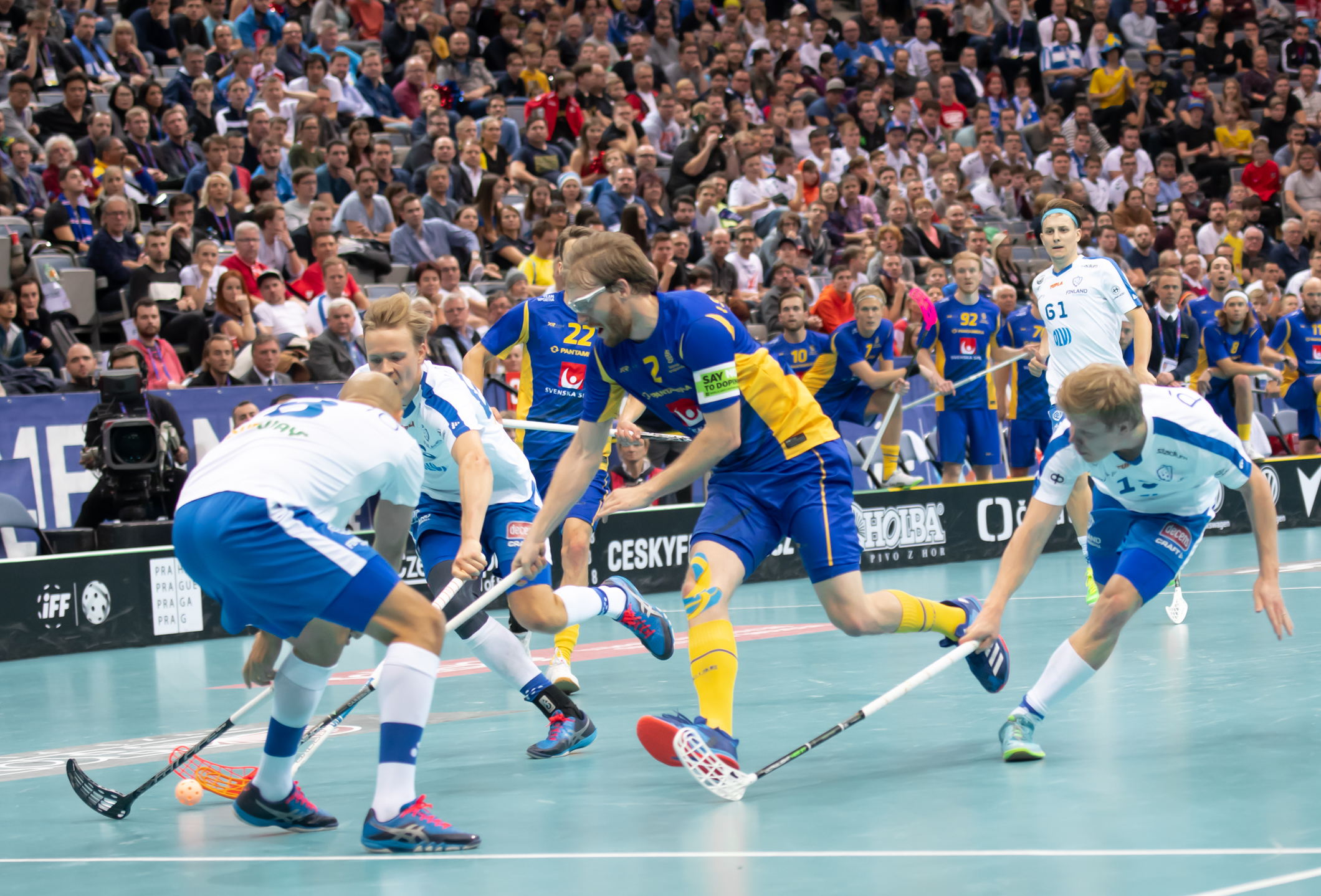
Finland besegrar Sverige vid finalen av herrarnas världsmästerskap 2018.

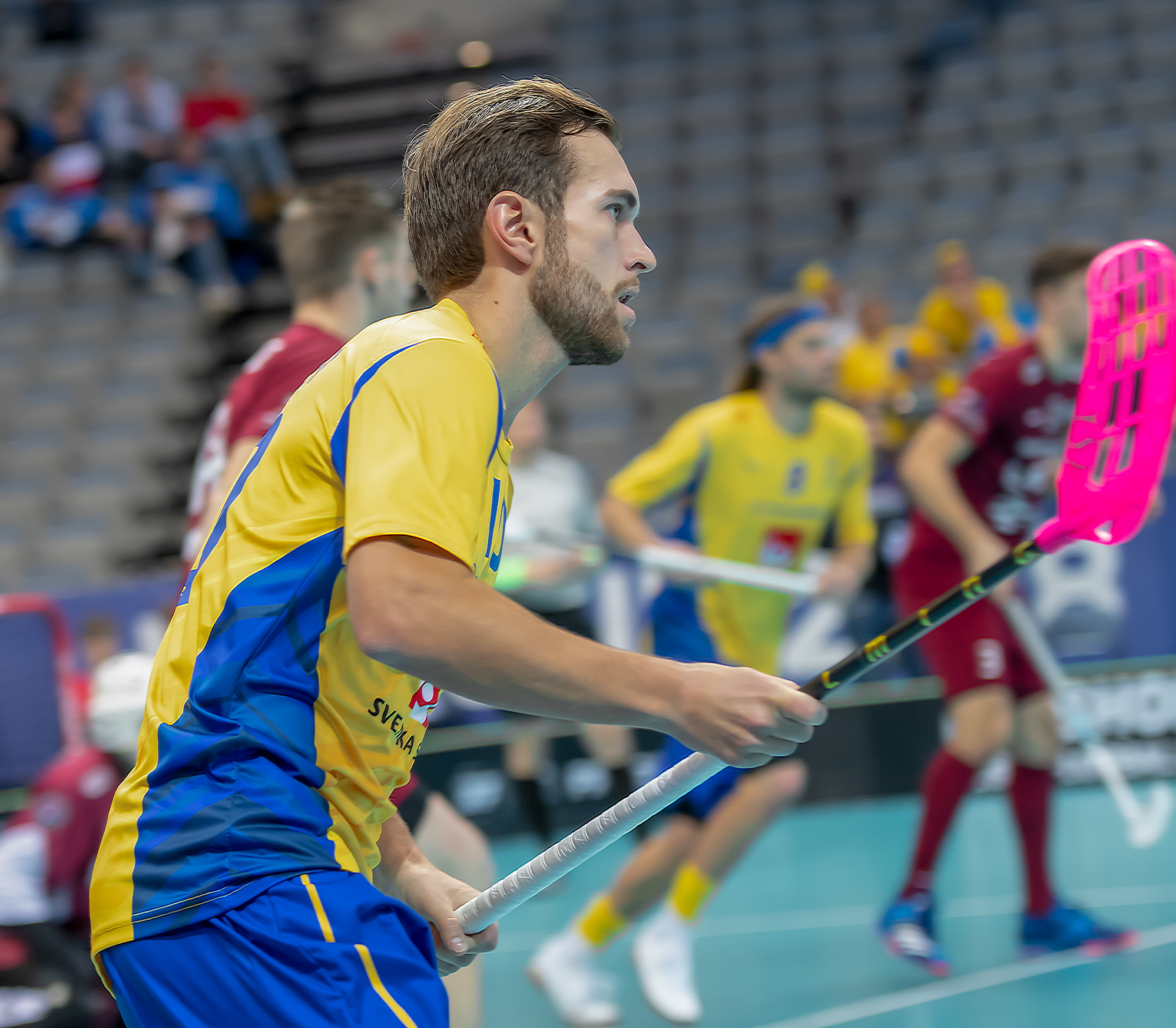
Albin Sjögren i en match för Sverige mot Lettland i VM 2018

Innebandy är en lagsport som i regel spelas inomhus – därav det svenska namnet. Matcher spelas av två lag med fem utespelare i varje, plus vardera målvakt som vaktar en målbur av en storlek på 160x115 cm. Man byter utespelare löpande under matchens gång.
Sporten är Sveriges tredje största lagidrott (registrerade spelare) efter fotboll och futsal. Den är dessutom en av Sveriges allra största sporter sett till antalet utövare varje vecka, med fritids- och skolverksamhet, korpverksamhet, företagsarrangemang, kompisgäng med mera.

## Etymologi
Utanför den svensktalande världen lyder sporten främst under namnen floorball (engelska), salibandy (finska) och unihockey (tyska, endast i Schweiz). I Sverige har röster höjts för att byta namn på sporten, för att slippa förväxlingar med bandy.

## Historik

### Ursprung och tidiga år
Innebandy i någon form har spelats i Sverige sedan slutet av 1960-talet, möjligen influerat av varianten floorhockey som utövades i Minneapolis i USA från 1958, men även den informella sporten landbandy kan tänkas ha inspirerat. I Göteborg fick några vänner i slutet av 1960-talet fatt på ett antal plastklubbor och bollar. Plastklubborna var av mindre god kvalitet, men trots detta spreds intresset.
Inom några år införskaffade skolor, fritidsgårdar och korpidrottsklubbar utrustning för innebandy. Lag aktiva inom andra idrottsgrenar började nyttja innebandy som del av uppvärmningen inför ordinarie träning. Från 1970-talet förekom det även på vissa håll som del av skolämnet gymnastik.

### Organiserad idrott (Sverige)
I början av 1970-talet uppkom innebandy som organiserad idrott tack vare främst Korpen Sverige och Frisksportarförbundet. Här startades SM-tävlingar hos Frisksportarförbundet och lokala serier hos korpförbunden. Först ut med seriespel i Sverige var Mölndalskorpen i Mölndal utanför Göteborg 1970 och Skånekorpen i Malmö 1971. Två av Sveriges första innebandyklubbar var Mölnlycke FK  från Härryda kommun och IK Lugi från Lund. Den första innebandyklubben i Västmanland var Sala IBK i Sala, som grundades den 21 september 1979. Grundaren till Sala IBK blev även senare initiativtagare till att organisera innebandy till ett eget innebandyförbund. Det var också i detta sammanhang som man införde större mål med målvakt och spel på större plan med uppdaterade regler
I oktober 1980 spelades det första svenska riksmästerskapet i innebandy i Västerås. 18 lag ställde upp och inför svenska TV-sportens kameror segrade laget JiTe från Åstorp i Skåne.
Samordning kring regler och arrangemang gjordes 1973 mellan Bjarne Wäppling som representerade Sverigekorpen och Alhqvist Agentur AB och Sune Persson på Skånekorpen. Mellan 1980 och 1981 uppdaterade Svenska Innebandysällskapet, en organisation där Crister Gustafsson som varit med och bildat Sala IBK verkade, de ursprungsreglerna. Den 7 november 1981 bildades Svenska Innebandyförbundet, innebandyns första nationsförbund, då som en del av Svenska Landhockeyförbundet tills man i november 1985 valdes in som den 58:e medlemmen i Riksidrottsförbundet.

### Internationell spridning
Spelet började spridas i världen, och det har därefter fått störst fäste i Sverige, Finland, Tjeckien, Norge och Schweiz. Den 28 september 1985 spelades världens första officiella landskamp i innebandy i Sollentuna, där Sverige besegrade Finland med 13–1. Första målet i matchen gjordes dock av Finlands Pekka Kainulainen.
Det internationella förbundet International Floorball Federation bildades den 12 april 1986. 1994 avgjordes den första EM-turneringen (för herrar).
Den första VM-turneringen spelades i Sverige i maj 1996. I ett fullsatt Globen (15 106 åskådare) vann Sverige VM-finalen över Finland med 5–0; vid denna tid befann sig innebandyn i Sverige i stark tillväxt. 2016 fanns cirka 126 000 licensierade spelare och 940 klubbar i Sverige. Samma år var Täby FC med sina 2 075 spelare den största klubben i landet.
Till och med 2018 har tolv VM-turneringar spelats för herrar, med turneringar alla jämna år. Sverige har vunnit tio och Finland fyra VM-guld. Det första VM för damlag avgjordes 1997, och till och med 2019 har tolv VM för damer avgjorts; Sverige har vunnit nio (varav sju raka guld), Finland två och Schweiz ett guld.

### Innebandyförbund i världen
Nationella innebandyförbund har bildats i dessa länder:
- 1981 — Sverige
- 1983 — Japan
- 1985 — Finland, Schweiz
- 1986 — IFF (Internationella innebandyförbundet)
- 1987 — Liechtenstein
- 1989 — Danmark, Ungern
- 1991 — Norge
- 1992 — Ryssland, Tjeckien, Tyskland
- 1993 — Nederländerna, Estland, Lettland
- 1995 — Polen, Belgien, Singapore, Storbritannien
- 1996 — Österrike, Australien
- 1998 — Brasilien, Slovakien, Spanien
- 1999 — Armenien
- 2000 — Slovenien, Italien
- 2001 — Kanada, USA, Malaysia, Indien
- 2002 — Frankrike, Georgien
- 2003 — Pakistan
- 2004 — Sydkorea,
- 2005 — Ukraina, Island
- 2007 — Moldavien
- 2009 — Belarus, Nya Zeeland
- 2018 — Mongoliet, Uzbekistan

## Utrustning

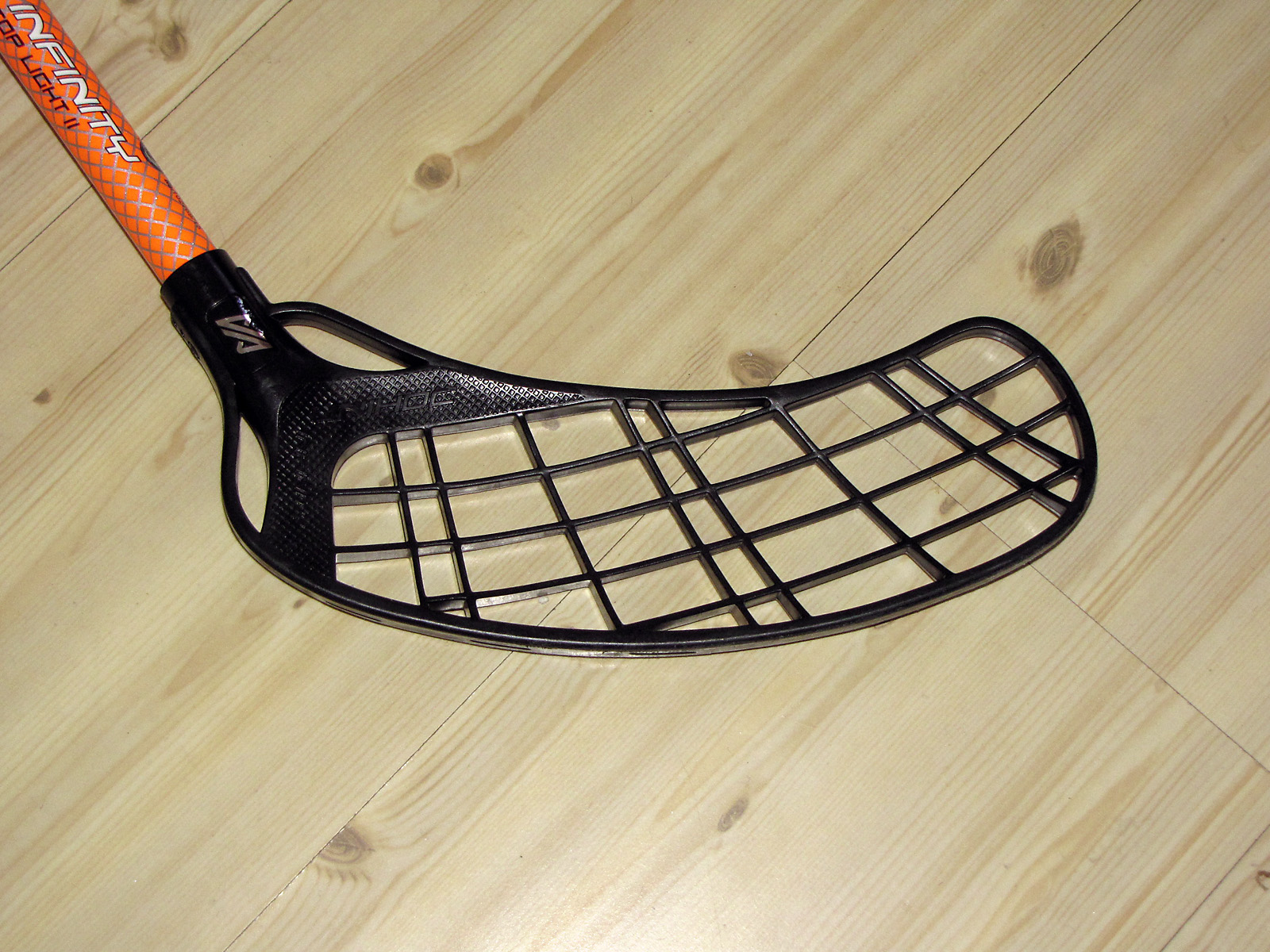
Blad på en innebandyklubba.

Utrustningen som används vid utövande av innebandy är en innebandyklubba, inomhusskor, shorts och t-shirt. Klubborna tillverkas av komposit och kolfibermaterial och är mellan 85 och 105 centimeter långa. Klubborna görs i både klassiskt rakt utförande och i speciella tillverkningsformer där man genom att på olika sätt böja och forma skaftet kan få klubbans egenskaper att förändras. En klubba med så kallad curve svänger svagt framåt cirka 3/4-delar ner på skaftet. Detta gör att klubban i skottögonblicket flexar styvare, och skottet blir därmed också hårdare. Innebandyglasögon måste användas av spelare upp till 16 års ålder.
Målvakter bär speciell utrustning, bestående av byxa, långärmad tröja, hjälm, knäskydd (bärs närmast kroppen) och en så kallad magplatta, som ger visst skydd för bålen och överarmarna. Vanligt är också att en målvakt bär tunna handskar för att underlätta greppförmågan. Utrustningen är utformad för att skydda målvakten från skott, och den är till skillnad från exempelvis ishockey inte tillverkad i hårdplast utan endast i mjuka material. Regelverket tillåter inte utrustningsdetaljer som är tänkta att täcka målet, vilket medför att målvakten tvingas använda sin teknik och inte kan förlita sig på utrustningens storlek för att göra räddningar.
Bollen är tillverkad av plast och försedd med 26 hål samt en gropig yta. Detta är för att ge stabilitet och för att minska luftmotståndet.

### Zorrofinten
I slutet av 1990-talet uppstod ett fenomen genom att en finsk landslagsspelare vid namn Janne Tähkä gjorde något som kallades zorrofint. Tricket gick ut på att man bär med sig bollen på klubbladet. Detta har lett till en helt ny typ av klubba med en skålning ytterst på bladet och en ny form av utövning av innebandy som kallas freebandy.[källa behövs]

## Regler
Enligt de internationella reglerna skall innebandy spelas på en plan som mäter mellan 36x18 och 44x22 meter, vanligast är en spelplan på 40x20 meter. Takhöjden eller lägsta föremål ska vara minimum sju meter. Matcherna spelas i tre 20-minutersperioder med 10-minuterspauser med sidbyte mellan varje period. Effektiv speltid gäller för de högsta divisionerna, i övrigt tillämpas effektiv speltid endast de tre sista minuterna av tredje perioden. Äldre juniorlag spelar med effektiv tid och spelar istället 3x20 minuter med 5-minuterspauser. Klockan stoppas däremot alltid vid mål, utvisning eller domarens signal. Regelverk gällande periodlängd och liknande för yngre spelare regleras av administrerande distriktsförbund, men alla tävlingar under Svenska Innebandyförbundet spelas enligt bestämmelserna om effektiv matchtid samt 3x20-minutersperioder.
Matcher spelas med fem utespelare och en målvakt från varje lag på plan. Maximala antalet spelare per match och lag är 20 st spelare, och 5 lagledare.
Ett regelbrott under pågående spel ger det icke-felande laget frislag. De vanligaste regelbrotten är otillåtet slag på klubban eller någon form av otillåten trängning med händer, armar eller liknande. En spelare får enbart använda axel eller skuldra för att tränga undan en motståndare i kamp om boll eller med bollen under kontroll. Exempel på andra otillåtna förseelser är att spela bollen med handen, spela liggande, spela bollen med klubban över knähöjd, att nicka, att stoppa bollen genom att hoppa, att spela utan klubba eller göra mål på ett icke-tillåtet sätt genom medveten sparkrörelse, förflyttande av målburen, hög klubba eller beträdande av målområdet. Efter den första juli 2014 är det tillåtet att spela bollen till en medspelare med hjälp av foten, och även ha hög sving på klubban om ingen är i närheten.
Bedömer domaren att en uppenbar målsituation avbryts eller förhindras på grund av en utvisnings- eller frislagsbelagd förseelse kan denne tilldöma straffslag.
Utvisningar kan tilldömas som innebär att det felande laget får spela med en man mindre på planen. Fyra olika typer av utvisningar kan tilldömas beroende på förseelse. Två minuters lagstraff tilldöms ofta i situationer som betraktas som allvarligare former av de regelöverträdelser som leder till frislag, exempelvis när en spelare tränger en motståndare mot sarg eller målbur, med klubban spelar bollen över midjehöjd, liggande eller sittande spelar bollen, eller när ett lag spelar med för många spelare på plan.
5 minuters lagstraff tilldöms då en spelare med klubban hakar en annan spelare mot kroppen, kastar klubban eller annan utrustning i avsikt att träffa bollen , eller kastar sig mot eller på annat sätt attackerar en motståndare våldsamt genom att tackla, vräka sig mot eller fälla en motståndare mot sargen eller målburen.
2+10 minuters utvisning drabbar den spelare som gör sig skyldig till osportsligt uppträdande genom att t.ex. förolämpa domare, spelare, ledare, funktionärer eller publik, eller kasta klubban eller annan utrustning, även i byteszon eller spelavbrott. Spelaren som begår regelbrottet tilldöms 10 minuters utvisning, utöver det tilldöms felande lag en 2-minuters utvisning, där en tidigare icke-utvisad spelare tvingas sitta av utvisningen.
Matchstraff tilldöms i tre grader, Matchstraff 1, 2 och 3. Matchstraff 1 leder till avstängning för återstoden av matchen och leder inte till ytterligare bestraffning på spelaren. Exempel på förseelser som leder till matchstraff 1 är upprepat osportsligt uppträdande eller farligt fysiskt spel. Matchstraff 2 leder till avstängning i återstoden av matchen samt ytterligare en match i samma tävling. Exempel på förseelser som leder till matchstraff 2 är deltagande i handgemäng, fortsatt osportsligt uppträdande, eller när en spelare eller ledare begår en förseelse i klart syfte att sabotera spelet.
Matchstraff 3 är det hårdaste straffet som kan tilldömas och leder till avstängning i återstoden av matchen samt ytterligare nästa match i samma tävling. Dessutom anmäls händelsen till administrerande förbunds disciplinnämnd som därefter tar beslut om att ytterligare bestraffa spelaren. Exempel på förseelser som leder till matchstraff 3 är deltagande i slagsmål (som skiljs från handgemäng genom att deltagande spelare inte respekterar försök att skilja dem åt), göra sig skyldig till en brutal förseelse, grov missfirmelse eller hotfullt uppträdande.

## Seriespel och mästerskap
I Sverige bedriver Svenska Innebandyförbundets och dess distriktsförbund ett riksomfattande seriesystem. Den högsta serien heter Svenska Superligan för herrar och Svenska Superligan för damer. Tidigare hette den högsta serien Elitserien för såväl herrar som damer.
Innebandy spelas också i stor utsträckning i på motionsnivå i Korpen Svenska Motionsidrottsförbundet.
Herr- och damvärldsmästerskap spelas vartannat år sedan 1996 respektive 1997.
Varje år avgörs även Europacupen i innebandy, där de bästa klubblagen i respektive land gör upp om vilken klubb som är bäst i Europa.

## Utmärkelser
Årets spelare, damer och Årets spelare, herrar utses årligen av Svenska Innebandyförbundet. Priser för Årets bästa innebandyspelare och Världens bästa innebandyspelare delas årligen ut av Innebandymagazinet. Dessutom belönas de spelare på respektive position som presterat bäst under säsongen samtidigt som övriga priser delas ut.